# Hyles australasiae
Hyles australasiae är en fjärilsart som beskrevs av Tutt 1904. Hyles australasiae ingår i släktet Hyles och familjen svärmare. Inga underarter finns listade i Catalogue of Life.